# Индийская бородавчатая змея
Индийская бородавчатая змея (лат. Acrochordus granulatus) — вид неядовитых змей из семейства бородавчатых змей (Acrochordidae).

## Распространение
Побережье Индостана, Юго-Восточная Азия, Малайский архипелаг, северная Австралия, Соломоновы острова, Филиппины.

## Описание
Плотно сложенная змея, в редких случаях достигающая 1 метра в длину, но чаще 50-70 см. Выражен половой диморфизм: самцы отличаются от самок более длинным, но при этом более стройным телом. Тело цилиндрической формы, шейный перехват не выражен, голова маленькая, глаза и рот также маленькие, ноздри смещены вперед и вверх, позволяя змее при дыхании высовывать только самый кончик морды. Окраска: на белёсом или бежевом фоне расположены черные или коричневые кольца. Брюшные чешуи, в отличие от таковых у наземных змей, не увеличены и уплощены, а напротив, вытянуты вниз, образуя киль. Каждая чешуйка имеет вырост, что придает коже шероховатость.

## Образ жизни
A. granulatus предпочитают участки с неглубокой водой и населяют мангровые заросли, эстуарии рек, морские побережья, также могут подниматься вверх по руслам рек. Образ жизни преимущественно ночной, питается рыбой. Примечательно, что при охоте самцы и самки ведут себя по-разному: самки подкарауливают добычу, а самцы её активно преследуют.

## Размножение
Живородящие змеи, самки приносят в среднем по 5 детенышей. Самки способны к физиологической консервации спермы.